# Nawagattegama Division
Nawagattegama Division är en division i Sri Lanka.   Den ligger i distriktet Puttalam District och provinsen Nordvästprovinsen, i den centrala delen av landet, 120 km norr om huvudstaden Colombo. Antalet invånare är 14 412.